# Todiramphus lazuli
El alción lapislázuli (Todiramphus lazuli) es una especie de ave coraciforme de la familia Halcyonidae endémica de las islas Molucas. 

## Distribución y hábitat
Se localiza en las islas del sur del archipiélago de las Molucas, en Ceram, Ambon y pequeñas islas cercanas.
Sus hábitats naturales son las selvas y los manglares, también se encuentra en las plantaciones.